# 赵宝煦
赵宝煦（1922年—2012年1月21日），祖籍浙江绍兴，生于北京，中华人民共和国政治学家，当代中国政治学奠基人之一，北京大学教授。
他与中山大学的夏书章、吉林大学的王惠岩、苏州大学的丘晓和天津师范大学的徐大同并称为中国政治学界“五老”。

## 生平
1922年11月18日，赵宝煦出生于北京。1935年9月到1942年7月，先后在北京市立二中和私立兢存中学完成了中学学业。1942年，考入伪北大工学院应用化学系，后南下到达昆明，并于1943年11月进入西南联合大学化学系学习，隔年转入政治系，师从张奚若、钱端升、吴恩裕。1946年，联大复员被分配至北大学习。1948年7月，毕业后留校。1952年，院系调整后，政治系被撤销，被分配担任马克思主义基础课的教员，1954年12月到1957年12月，担任北大马列主义教研室副主任。1953年1月到1957年12月，在门头沟斋堂人民公社下放。1960年，北京大学重建政治学系，任副主任。1964年，北大政治系易名为国际政治系，并成立亚非研究所，担任系主任和副所长。1966年，“文化大革命”爆发后，受到政治运动的冲击。1973年6月，复出担任北京大学亚非研究所长。1978年，复任北京大学国际政治系主任。1988年，主持创立北京大学中国国情研究中心。